# Byrrhinus maroniensis
Byrrhinus maroniensis är en skalbaggsart som beskrevs av Maurice Pic 1923. Byrrhinus maroniensis ingår i släktet Byrrhinus och familjen lerstrandbaggar. Inga underarter finns listade i Catalogue of Life.